# Chiesa di Santa Maria Immacolata di Lourdes
La chiesa di Santa Maria Immacolata di Lourdes è un edificio sacro di Conegliano, fulcro dell'omonimo quartiere a nord-est del Colle di Giano.

## Storia
La parrocchia di Lourdes nasce nel 1950, nella pianura a nord est del colle del Castello, lungo la sponda destra del fiume Monticano, con sede in una piccola cappella.
Quattro anni dopo, nel 1954 viene edificata l'attuale chiesa, progetto di Riccardo Bertoja, attorno alla quale oggi si raccoglie una vasta comunità parrocchiale tra le più vitali della città veneta.
Dopo il suo predecessore (M. don Lorenzo Garla) è odiernamente in carica dal 21 settembre 2009 M.don Pierluigi Cesca.
Il coro parrocchiale nato ancora nel 1954 è formato da 30 elementi affiatati, alla direzione troviamo Donata dalla Cia e all'organo Giuliana Zanette (organista della corale), per animare le sante messe della liturgia domenicale all' organo troviamo l'organista Luca Canzian.
L'organo; l'attuale organo è frutto della riunione di due organi l'originale Domenico Malvestio del 1920 e del Tamburini originariamente costruito per l'istituto Folcioni di Crema nel 1926. Impiantato nel 1967 dall'organaro Silvano Girotto. Dopo 50 anni di uso le condizioni degli strumenti che Il compianto organista Marello Girotto titolare da 50 anni non ha fatto in tempo per la prematura Morte di risentire il laborioso lavoro di recupero e ampliamento che aveva concordato con il maestro organaro Aessandro girotto, ora le canne sono più di 2000.I lavori sono terminati nell'anno 2020 per i 100 anni del Malvestio, organo di destra, mentre a sinistra è il Tamburini. Con il restauro sono stati aggiunti anche 2 registri, voluti appunto dal Maestro la sesquialtera alla 1 tastiera il fagotto 16 al pedale.

## Descrizione
La chiesa di Lourdes è una delle espressioni coneglianesi dell'architettura sacra novecentesca. Caratterizzata da uno stile semplice ma spirituale l'interno della chiesa trova assomiglianza alle chiesa evangeliche luterane. Tratto distintivo dell'architettura di questo luogo sacro sono le volte esterne della facciata che colpiscono il visitatore appena arrivato sul sagrato della chiesa parrocchiale.
La facciata, intonacata di bianco, ha un portico aperto da tre archi ogivali (a cui corrispondono tre portali), sopra i quali quattro monofore sviluppate in altezza contornano un'alta nicchia con la statua della Madonna di Lourdes.
L'interno, a una navata e perlopiù spoglio di opere d'arte, va ricordato per la pala d'altare di Pino Casarini, composta di undici tavole, di cui una centrale grande con Immacolata Concezione e dieci minori con Vita della Vergine; tutte le immagini sono dipinte su sfondo dorato, avendo grande risalto nel candore dell'intonaco interno. Lo stile del luogo sacro è ripreso anche dall'altare in marmo concepito inizialmente da una grotta dedicata alla B.V. Immacolata di Lourdes e per ospire la statua sacra della madonna.